# Chinley
Chinley est un village du Derbyshire, en Angleterre.
En 2011, sa population était de 2 796 habitants.